# داینیپون سومیتومو فارما

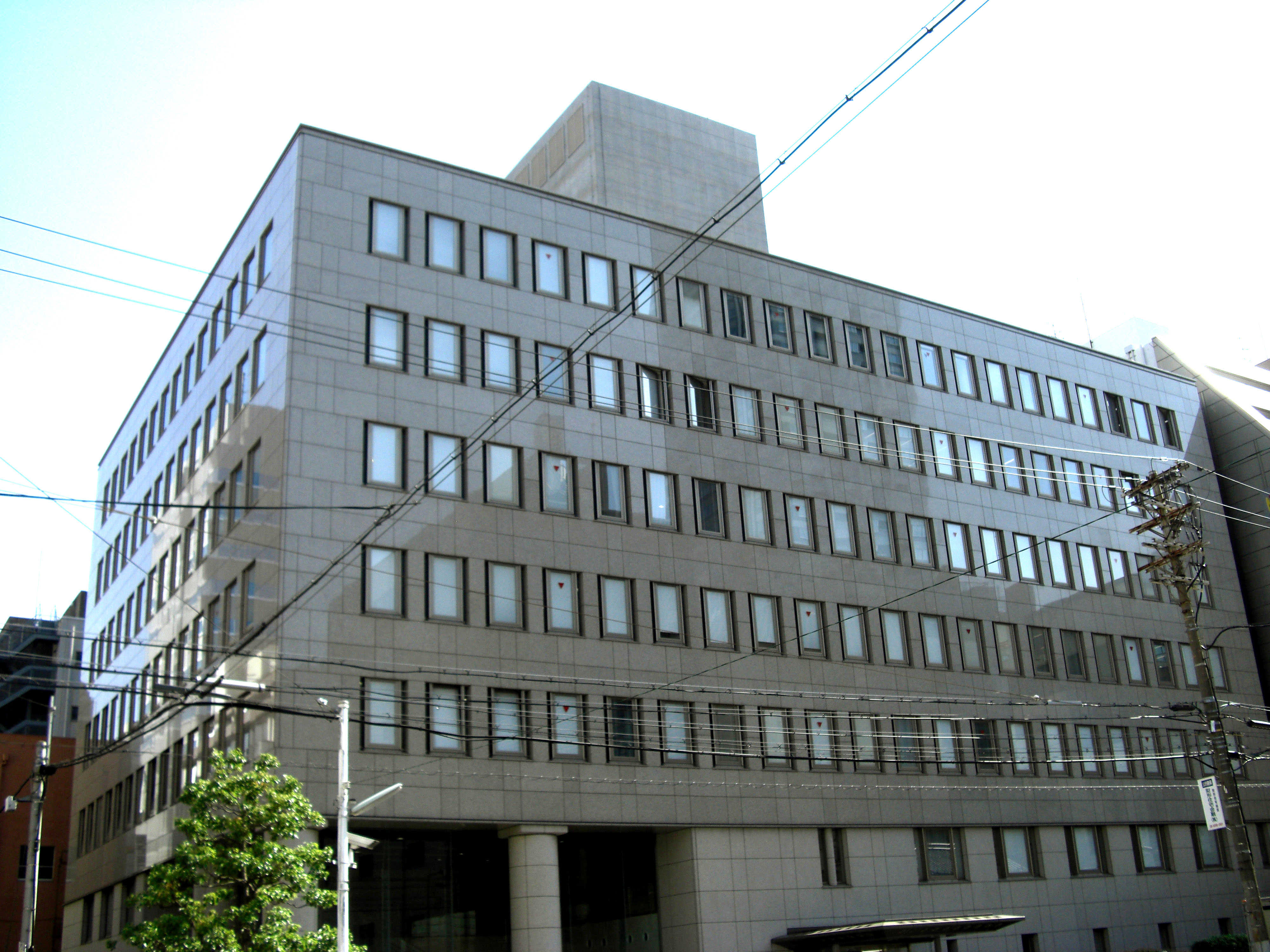
ساختمان مرکزی داینیپون سومیتومو فارما

داینیپون سومیتومو فارما (به ژاپنی: 大日本住友製薬株式会社) شرکت داروسازی ژاپنی است، که در زمینه تولید داروهای شیمیایی، محصولات زیست‌فناوری، ابزارهای تشخیص و افزودنی‌های غذایی فعالیت می‌کند.
شرکت داینیپون سومیتومو فارما در سال ۱۸۹۷ توسط گروه سومیتومو تأسیس شد و در حال حاضر زیرمجموعه‌ای از شرکت سومیتومو کمیکال می‌باشد و از شرکت‌های تابعه گروه سومیتومو به‌شمار می‌آید.
دفتر مرکزی این شرکت در شهر اوساکا، ژاپن قرار دارد و بخشی از سهام آن در بازار بورس توکیو معامله می‌شود.